# Daedalus (periódico)
Dædalus é um periódico acadêmico revisado por pares, fundado em 1955 como um substituto para os Anais da Academia Americana de Artes e Ciências, cujo volume e sistema de numeração continua. Em 1958, começou como publicação trimestral como The Journal of the American Arts and Sciences . A revista é publicada pelo MIT Press em nome da Academia Americana de Artes e Ciências . Cada edição aborda um tema com ensaios sobre artes, ciências e humanidades entre outros. Recursos especiais incluem ficção, poesia e uma secção de notas. A publicação é apenas por convite. A revista está indexada no Scopus e no Social Sciences Citation Index, entre outros.